# Šiauliai
Šiauliai este capitala județului Šiauliai în Lituania.

## Sport
- FA Šiauliai
- FC Gintra
- FK Kareda
- FC Šiauliai